# 日本シャンチー協会
日本シャンチー協会（にほんシャンチーきょうかい）は、日本国内におけるシャンチー（中国象棋）の中央競技団体。
前身は、1973年に将棋の第一人者であった大山康晴によって設立された日中象棋協会である。1991年、協会は現在の名称である「日本シャンチー協会」（英文名：Japan　Xiangqi　Association、中文名：日本象棋協会、略称JXA）に改称された。現在の理事長は、中村千鶴。所在地は、習志野市津田沼5-12-12サンロード津田沼408。